# 内山朋規
内山 朋規（うちやま とものり）は、日本の経済学者。専門は金融工学。東京都立大学教授、同大学金融工学研究センター長。

## 経歴・人物
1990年早稲田大学教育学部理学科数学専修卒業。同年三井信託銀行入行後、受託資産運用部ファンドマネージャーを経て、2000年より野村證券入社。その後、UCLAアンダーソンスクール客員研究員
を経て、2015年10月より東京都立大学大学院経営学研究科（当時：首都大学東京）教授、青山学院大学修士、京都大学大学院経済学研究科博士後期課程修了、博士（経済学）。

## 著書

### 共著
- 『金融工学辞典』（加藤康之等と共著）東洋経済新報社 2001年

### 訳著
- 『ヘッジファンドのアクティブ投資戦略―効率的に非効率な市場』（角間和男等と共訳）金融財政事情研究会 2018年
- 『期待リターン』（加藤康之等と共訳）きんざい 2021年

## 受賞
- 日本証券アナリスト協会 第28回（2016年）証券アナリストジャーナル賞[3]